# Tanzania na Letnich Igrzyskach Olimpijskich 2016
Tanzanię na Letnich Igrzyskach Olimpijskich 2016 w Rio de Janeiro reprezentowało siedmioro zawodników. Był to 13. start reprezentacji Tanzanii na letnich igrzyskach olimpijskich.

## Skład reprezentacji

### Judo
| Zawodnik            | Konkurencja     | 1/32             | 1/16              | 1/8              | Ćwierćfinały     | Półfinały        | Repesaż 1        | Repesaż 2        | Finał            | Finał   |
| Zawodnik            | Konkurencja     | Przeciwnik Wynik | Przeciwnik Wynik  | Przeciwnik Wynik | Przeciwnik Wynik | Przeciwnik Wynik | Przeciwnik Wynik | Przeciwnik Wynik | Przeciwnik Wynik | Pozycja |
| ------------------- | --------------- | ---------------- | ----------------- | ---------------- | ---------------- | ---------------- | ---------------- | ---------------- | ---------------- | ------- |
| Andrew Thomas Mlugu | −73 kg mężczyzn | BYE              | Bensted P 000-100 | NQ               | NQ               | NQ               | NQ               | NQ               | NQ               | NQ      |

### Lekkoatletyka
| Zawodnik             | Konkurencja      | Finał   | Finał   |
| Zawodnik             | Konkurencja      | Czas    | Miejsce |
| -------------------- | ---------------- | ------- | ------- |
| Saidi Makula         | Maraton mężczyzn | 2:17:49 | 43.     |
| Fabiano Joseph Naasi | Maraton mężczyzn | 2:28:31 | 112.    |
| Alphonce Felix Simbu | Maraton mężczyzn | 2:11:15 | 5.      |
| Sara Ramadhani       | Maraton kobiet   | 3:00:03 | 121.    |

### Pływanie
| Zawodnik          | Konkurencja                | Eliminacje | Eliminacje | Półfinał | Półfinał | Finał | Finał   |
| Zawodnik          | Konkurencja                | Czas       | Miejsce    | Czas     | Miejsce  | Czas  | Miejsce |
| ----------------- | -------------------------- | ---------- | ---------- | -------- | -------- | ----- | ------- |
| Hilal Hemed Hilal | 50 m st. dowolnym mężczyzn | 23,70      | 49.        | NQ       | NQ       | NQ    | NQ      |
| Magdalena Moshi   | 50 m st. dowolnym kobiet   | 29,44      | =67.       | NQ       | NQ       | NQ    | NQ      |